# Aurelian
Lucius Domitius Aurelianus (9. september 214 eller 215 – september-oktober 275), kendt som Aurelian, var romersk soldaterkejser i årene 270 – 275, af mange regnet for én af de betydeligste af militæranarkiets herskere, som medvirkede til at stoppe forfaldet. 
Hans baggrund er uklart belyst, han synes at have været en bondesøn fra Serbien eller Ungarn, som tjente sig op gennem hæren og udmærkede sig under kampene mod germanerne. Han deltog i mordet på Gallienus i 268 og fik derefter en fremtrædende stilling under Claudius 2. Gothicus, bl.a. spillede han en hovedrollen i sejren over goterne året efter. Efter et kort mellemspil (Quintilius) blev han kejser ved Claudius' død i 270.
Aurelians regering betød en samling af riget efter den forudgående voldsomme opløsningsproces. I 272 angreb og knuste han fyrstendømmet Palmyra i Mesopotamien, hvis dronning Zenobia havde prøvet at løsrive alle Roms mellemøstlige provinser. På et nyt felttog i 273 besejrede han de galliske kejsere og indlemmede atter Britannien, Gallien og Spanien under rigsstyret. For dette fik han titlen Restitutor Orbis, Genopretter af verden. Efter voldsomme kampe lykkedes det at drive de germanske stammer tilbage fra Italien, men han måtte dog i 273 afstå kontrollen over Dacia til germanerne for at få fred for angreb, den første større landsafståelse til barbarerne. Desuden lod han påbegynde den første store bymur omkring Rom i flere århundreder, rester af den står endnu. 
Indadtil styrede han hårdt og fast, slog ned på korruption og søgte at håndhæve en kraftig disciplin blandt soldater og officerer, han blev derfor opfattet som streng, men retfærdig. For at øge samlingen om kejsermagten ophøjede han i 274 soldyrkelsen (Sol Invictus) til officiel religion i Rom. Han myrdedes uden for Byzans af en officerssammensværgelse som følge af intriger fra en sekretær, som frygtede at blive straffet for korruption. Hans død regnedes for et stort tilbageslag, men hans styre blev dog begyndelsen til genoprettelsen af riget under Diocletian.
Den franske by Orléans (Aurelians) er opkaldt efter ham.